# Гості на віллі
Гості на віллі (італ. Villetta con ospiti) — італійський трилер 2020 року режисера Івано Де Маттео, за сценарієм Івано Де Маттео та Валентини Ферлан. Продюсер Марко Поччіоні. Світова прем'єра відбулася 30 січня 2020 року; прем'єра в Україні — 22 липня 2021 року.

## Синопсис
Один день з життя багатої італійської родини, яка мешкає в особняку на півночі Італії.
Для оточення вони є чудовим прикладом бездоганності та сімейних цінностей — однак за зачиненими дверима ховається істинна, фальшива та огидна суть.
Одного разу уночі в їх будинку відбувається страшна трагедія, яка розкриває їх найгірші якості.

## У ролях
| Актор              | Роль                  |
| ------------------ | --------------------- |
| Марко Джалліні     | Джорджіо              |
| Мікела Ческон      | Ділетта Тамані        |
| Массіміліано Ґалло | комісар Панті         |
| Еріка Блан         | Міранда, мати Ділетти |
| Крістіна Флутур    | Соня                  |
| Бебо Сторті        | лікар Де Санті        |
| Вінісіо Маркіоні   | Дон Карло             |
| Джованні Вісентін  | ортопед               |
| Маріус Бізо        | дядько Ілія           |